# Carl Wettergren (1842–1931)
Carl Ludvig Fredrik Wettergren, född 30 augusti 1842 i Rättviks församling, Kopparbergs län, död 31 oktober 1931 i Arboga stadsförsamling, Västmanlands län, var en svensk läkare.

## Biografi
Wettergren blev student vid Uppsala universitet 1862, medicine kandidat där 1867, medicine licentiat vid Karolinska Institutet och efter disputation i Uppsala 1872 medicine doktor 1873. Han var stadskirurg (andre stadsläkare) i Arboga 1870–1874, förste stadsläkare där 1874–1912 och läkare vid Heijkenskjöldska sjukhuset i Arboga från dess tillkomst 1880 till 1913. Dessutom tjänstgjorde han under somrarna som brunnsintendent vid Fors brunn i Blixterboda i Västmanland 1875, 1876, 1879 och 1880, vid Ramlösa brunn 1877 och vid Porla brunn 1881–1884. För studier i kirurgi och gynekologi samt vid brunns- och kurorter med mera besökte han ett flertal europeiska länder. Som skicklig och framgångsrik kirurg, särskilt på det gynekologiska området, blev Wettergren känd över hela Sverige och även utomlands. I Hygiea, Eira med flera fackorgan publicerade han en mängd uppsatser främst av kasuistisk natur. Bland hans skrifter märks Iakttagelser rörande Porla brunn och dess verkningar... (1883). Wettergren var ordförande i Västmanland-Närke-Södermanlands läkarförening 1904–1913 och därutöver bland annat stadsfullmäktig i Arboga 1888–1912, ledamot av kyrkorådet 1897–1931 och ordförande i hälsovårdsnämnden 1899–1912. Han var en intresserad trädgårdsodlare.
Carl Wettergren var son till fältläkaren Carl Jacob Wettergren och Henrika Amanda Örn samt dotterson till Henric Örn. Han var far till textilkonstnären Anna Wettergren-Behm, textilkonstnären och målaren Ingeborg Wettergren samt museichefen Erik Wettergren. Carl Wettergren vilar på Arboga gamla kyrkogård.